# Paraselenis
Paraselenis es un género de escarabajos  de la familia Chrysomelidae. En 1913 Spaeth describió el género. Contiene las siguientes especies:
- Paraselenis axillaris (Sahlberg, 1823)
- Paraselenis flava (Linnaeus, 1758)
- Paraselenis flavopunctata Borowiec, 2003
- Paraselenis marginipennis (Spaeth, 1907)
- Paraselenis nigropunctata Borowiec, 2003
- Paraselenis saltaensis Borowiec, 2002